# Washington Redskins 1980
La stagione 1980 dei Washington Redskins è stata la 49ª della franchigia nella National Football League e la 44ª a Washington. Sotto la direzione del capo-allenatore Jack Pardee la squadra ebbe un record di 6-10, classificandosi terza nella NFC East e mancando l'accesso ai playoff per il quarto anno consecutivo. 

## Scelte nel Draft 1980
| Scelte dei Redskins nel Draft 1980 |        |                     |                |                 |
| Giro                               | Scelta | Giocatore           | Ruolo          | College         |
| 1                                  | 18     | Art Monk            | Wide receiver  | Syracuse        |
| 2                                  | 55     | Mat Mendenhall      | Defensive end  | BYU             |
| 6                                  | 155    | Farley Bell         | Linebacker     | Cincinnati      |
| 7                                  | 187    | Melvin Jones        | Guard          | Houston         |
| 9                                  | 241    | Lawrence McCullough | Wide receiver  | Illinois        |
| 10                                 | 268    | Lewis Walker        | Running back   | Utah            |
| 11                                 | 295    | Mike Matocha        | Defensive end  | Texas–Arlington |
| 12                                 | 327    | Marcene Emmett      | Defensive back | North Alabama   |

## Roster
| Roster dei Washington Redskins nel 1980 |
| --- |
| Quarterback - 15 Mike Kruczek - 11 Kim McQuilken - 7 Joe Theismann Running Back - 35 Rickey Claitt - 30 Ike Forte - 34 Bobby Hammond - 22 Buddy Hardeman - 38 Clarence Harmon FB - 40 Wilbur Jackson Wide Receiver - 89 Kenny Harrison - 80 John McDaniel - 84 Zion McKinney - 81 Art Monk - 83 Ricky Thompson Tight End - 86 Phil DuBois - 89 Grady Richardson - 88 Rick Walker - 85 Don Warren Offensive Linemen - 60 Gary Anderson G - 53 Jeff Bostic C - 63 Fred Dean T - 75 Terry Hermeling T - 54 Bob Kuziel C - 62 Dan Nugent G - 56 Dan Peiffer C - 64 Ron Saul G - 76 Jerry Scanlan T - 74 George Starke T - 73 Jeff Williams G Defensive Linemen - 79 Coy Bacon DE - 69 Perry Brooks DT - 65 Dave Butz DT - 82 Dallas Hickman DE/OLB - 77 Joe Jones DE - 71 Karl Lorch DE - 78 Paul Smith DT Template:NFLplayer Linebacker - 51 Monte Coleman OLB - 59 Brad Dusek OLB - 57 Rich Milot MLB - 52 Neal Olkewicz MLB - 50 Pete Wysocki OLB Defensive Back - 27 Ken Houston SS - 20 Joe Lavender CB - 29 Mark Murphy FS - 21 Mike Nelms FS/KR/PR - 24 Lemar Parrish CB - 23 Tony Peters SS - 47 Ray Waddy CB - 45 Jeris White CB Special Team - 10 Mike Connell P - 3 Mark Moseley K |
| Legenda - I rookie sono in corsivo. - Il primo ruolo è il principale mentre gli eventuali successivi indicano i ruoli secondari. - (IR) sta per Injured Reserve ed indica la lista ristretta per un solo giocatore infortunato che può tornare ad allenarsi dopo la settimana 6 e a rientrare in prima squadra dopo che questa ha giocato 8 partite. - (NF-Inj.) / (NF-Ill.) stanno rispettivamente per Non-Football Injured e Non-Football Illness ed indicano le liste dove viene inserito un giocatore che ha un infortunio o una malattia non dipendente dal football americano. - (PUP) sta per Physically Unable to Perform ed indica la lista dove viene inserito un giocatore mentre è in attesa di recuperare la condizione fisica. Nella stagione regolare dopo la sesta partita giocata dalla propria squadra, il giocatore ha tempo tre settimane per riprendere ad allenarsi, più tre settimane aggiuntive dal suo rientro agli allenamenti per rientrare in prima squadra. |

## Calendario
| Stagione regolare |              |                        |           |        |                                 |          |         |
| Turno             | Data         | Avversario             | Risultato | Record | Stadio                          | Pubblico | Sintesi |
| 1                 | 8 settembre  | Dallas Cowboys         | S 17–3    | 0–1    | RFK Stadium                     | 55,045   | Recap   |
| 2                 | 14 settembre | at New York Giants     | V 23–21   | 1–1    | Giants Stadium                  | 73,343   | Recap   |
| 3                 | 21 settembre | at Oakland Raiders     | S 21–24   | 1–2    | Oakland–Alameda County Coliseum | 45,163   | Recap   |
| 4                 | 28 settembre | Seattle Seahawks       | S 0–14    | 1–3    | RFK Stadium                     | 53,263   | Recap   |
| 5                 | 5 ottobre    | at Philadelphia Eagles | S 14–24   | 1–4    | Veterans Stadium                | 69,044   | Recap   |
| 6                 | 13 ottobre   | at Denver Broncos      | S 17–20   | 1–5    | Mile High Stadium               | 74,657   | Recap   |
| 7                 | 19 ottobre   | St. Louis Cardinals    | V 23–0    | 2–5    | RFK Stadium                     | 51,060   | Recap   |
| 8                 | 26 ottobre   | New Orleans Saints     | V 22–14   | 3–5    | RFK Stadium                     | 51,375   | Recap   |
| 9                 | 2 novembre   | Minnesota Vikings      | S 14–39   | 3–6    | RFK Stadium                     | 52,060   | Recap   |
| 10                | 9 novembre   | at Chicago Bears       | S 21–35   | 3–7    | Soldier Field                   | 57,159   | Recap   |
| 11                | 16 novembre  | Philadelphia Eagles    | S 0–24    | 3–8    | RFK Stadium                     | 51,897   | Recap   |
| 12                | 23 novembre  | at Dallas Cowboys      | S 10–14   | 3–9    | Texas Stadium                   | 58,809   | Recap   |
| 13                | 30 novembre  | at Atlanta Falcons     | S 6–10    | 3–10   | Atlanta–Fulton County Stadium   | 55,665   | Recap   |
| 14                | 7 dicembre   | San Diego Chargers     | V 40–17   | 4–10   | RFK Stadium                     | 48,556   | Recap   |
| 15                | 13 dicembre  | New York Giants        | V 16–13   | 5–10   | RFK Stadium                     | 44,443   | Recap   |
| 16                | 21 dicembre  | at St. Louis Cardinals | V 31–7    | 6–10   | Busch Memorial Stadium          | 35,942   | Recap   |

Nota: gli avversari della propria division sono in grassetto.

## Classifiche
| NFC East               |    |    |   |      |     |      |     |     |     |
|                        | V  | S  | P | %    | DIV | CONF | PF  | PS  | STR |
| Philadelphia Eagles(2) | 12 | 4  | 0 | .750 | 6–2 | 9–3  | 384 | 222 | S1  |
| Dallas Cowboys(4)      | 12 | 4  | 0 | .750 | 6–2 | 9–3  | 454 | 311 | V1  |
| Washington Redskins    | 6  | 10 | 0 | .375 | 4–4 | 5–7  | 261 | 293 | V3  |
| St. Louis Cardinals    | 5  | 11 | 0 | .313 | 2–6 | 4–10 | 299 | 350 | S2  |
| New York Giants        | 4  | 12 | 0 | .250 | 2–6 | 3–9  | 249 | 425 | S2  |